# Abbitte
Abbitte (lat. deprecatio) bezeichnet das Bitten um Verzeihung bzw. Vergebung von Schuld. Jemand tut oder leistet Abbitte für etwas bei jemandem. In religiösen Zusammenhängen spricht man oft von Sühne.

## Rechtsgeschichte
Dem römischen Recht entstammt die Injurienklage (lat. actio iniuriarum aestimatoria), die für jeden absichtlichen Eingriff in die Privatrechtssphäre (Iniuria) eine Genugtuung in Geld vorsah.
Nach germanischen Rechtsvorstellungen traten die Abbitte, erwähnt beispielsweise in Art. 216 der Constitutio Criminalis Carolina und die Fehde hinzu. Die Abbitte war bis ins 19. Jahrhundert im deutschen Recht eine vom Richter festzusetzende Strafe, die bei Ehrverletzungen entweder allein oder neben einer Geldstrafe und neben der Ehrenerklärung und dem Widerruf der Ehrkränkung ausgesprochen wurde. Gelegentlich wurde die Strafe noch verschärft, z. B. durch Zuziehung des Scharfrichters, kniende Abbitte und dergleichen. Seit Ende des 19. Jahrhunderts kommt die Abbitte noch in Form der (erfolglosen) Sühneverhandlung vor, etwa gem. § 380 StPO als Voraussetzung für eine Privatklage wegen Beleidigung.
Bis in die Zeit der Weimarer Republik war die Deprekation bzw. Revokation (Zurücknahme) einer Beleidigung die einzige Möglichkeit zur Vermeidung von Satisfaktion im Falle von Ehrenhändeln. Baldur von Schirach, Reichsjugendführer der NSDAP, erschien so 1930 vor einem Ehrengericht des Münchner Senioren-Convents und revozierte und deprezierte dort in Folge einer Chargen-Forderung des MSC.
Heute wird dieser Ausdruck auch ironisch gebraucht.